# Saint-Gengoux-le-National
Saint-Gengoux-le-National là một xã thuộc tỉnh Saône-et-Loire trong vùng Bourgogne-Franche-Comté miền đông nước Pháp.